# Napili-Honokowai
Napili-Honokowai – jednostka osadnicza w Stanach Zjednoczonych, w hrabstwie Maui.